# Frente Popular (Chile)
El Frente Popular fue una coalición electoral y política chilena vigente entre mayo de 1936 y febrero de 1941.

## Historia
La coalición se originó en 1936 y estuvo integrada por los partidos radical, comunista, socialista, democrático y radical socialista. Además participaron en él organizaciones sociales como la Confederación de Trabajadores de Chile (CTCH), el Frente Único Araucano y el Movimiento Pro-Emancipación de las Mujeres de Chile (MEMCh). El primer presidente del Comité Ejecutivo Nacional del Frente Popular fue el radical Gabriel González Videla.
La alianza se gestó a partir del ambiente de unidad que surgió por el creciente peligro fascista en Europa, materializado en el afianzamiento de varios gobiernos autoritarios y el estallido de la guerra civil española. Varios intentos se frustraron debido a la existencia de fuertes divisiones dentro de la izquierda y a la desconfianza que generaba una alianza con partidos ubicados más al centro, como el radical (de composición social híbrida, desde terratenientes hasta asalariados), indispensable de integrar si las expectativas eran alcanzar el poder. La idea de formar un frente amplio, que integrara a todas las fuerzas políticas, en representación de un amplio espectro de clases sociales, que adhieran a un programa progresista y democrático, fue planteada y defendida por la Internacional Comunista en 1935, bajo la consigna que lanzó Dimitrov de organizar frentes populares en todo el mundo. Esto facilitó el proceso de unidad, que logró cristalizar con la constitución del Frente Popular, como alianza política y social, en 1936.

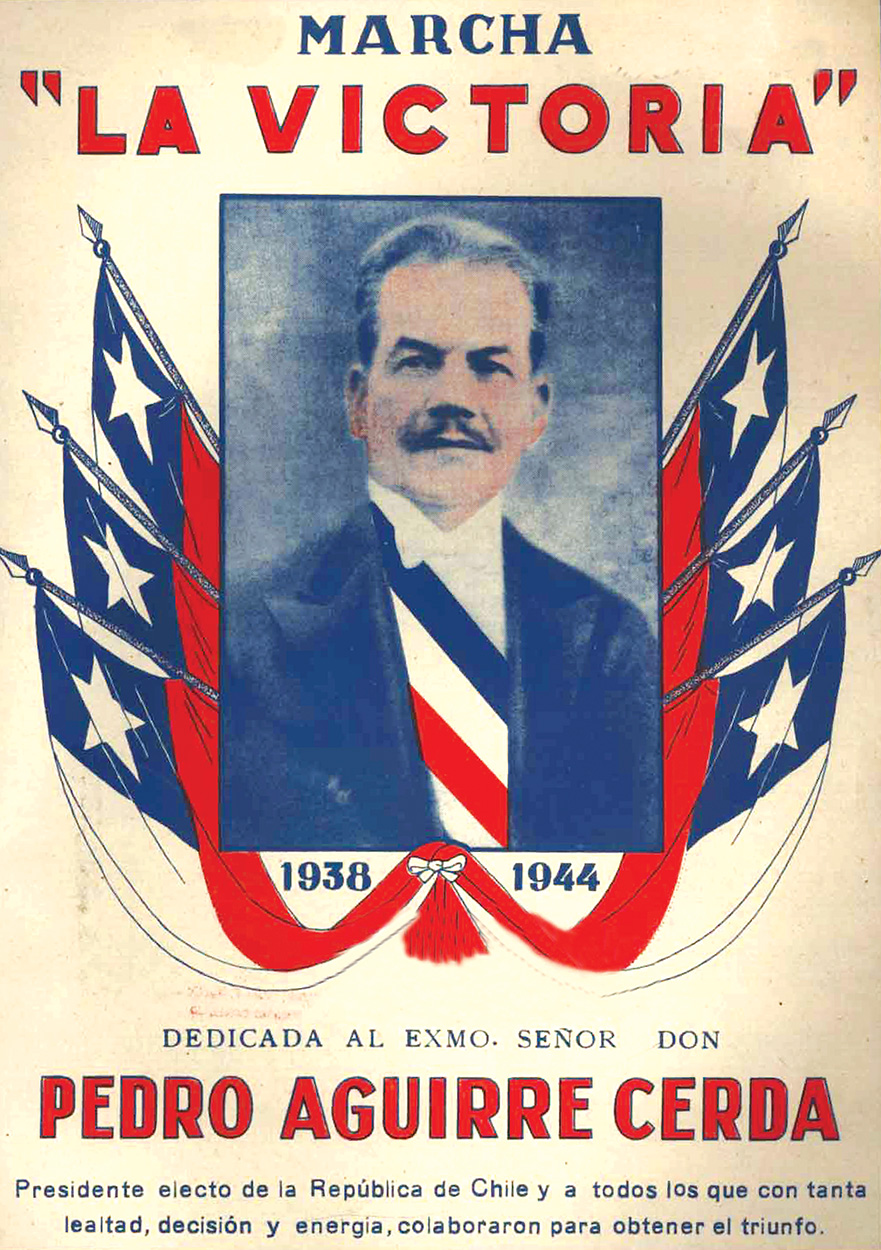
Afiche que anuncia las celebraciones por el triunfo electoral de Pedro Aguirre Cerda en 1938.

En una primera etapa, se enfrentó como oposición al segundo gobierno de Arturo Alessandri, apoyándose en el movimiento sindical (en particular la CTCH), que lo enfrentó con varias huelgas. Al acercarse el fin de su mandato, el Frente Popular presentó como candidato a la elección presidencial de 1938 al radical Pedro Aguirre Cerda, obteniendo el triunfo electoral.
La definición del candidato presidencial se efectuó en la Convención Presidencial de Izquierdas entre el 15 y 17 de abril de 1938 en el Salón de Honor del Congreso Nacional. Estuvo compuesta por 400 delegados radicales, 300 socialistas, 160 comunistas, 120 democráticos y 120 de la CTCH. Inicialmente ningún candidato consiguió la mayoría de 684 votos de 1030. En los dos primeros días la votación era: Pedro Aguirre Cerda 520 votos (radicales y democráticos), Marmaduke Grove 360 votos (socialistas y parte de la CTCH) y Elías Lafferte 150 votos (comunistas y parte de la CTCH). Paralelamente se realizaba el I Congreso General Extraordinario del PS. En dicho evento se decide en pos de la unidad del Frente Popular retirar la candidatura de Grove y apoyar la de Aguirre Cerda. Al mismo tiempo Grove fue nombrado presidente del Frente Popular.

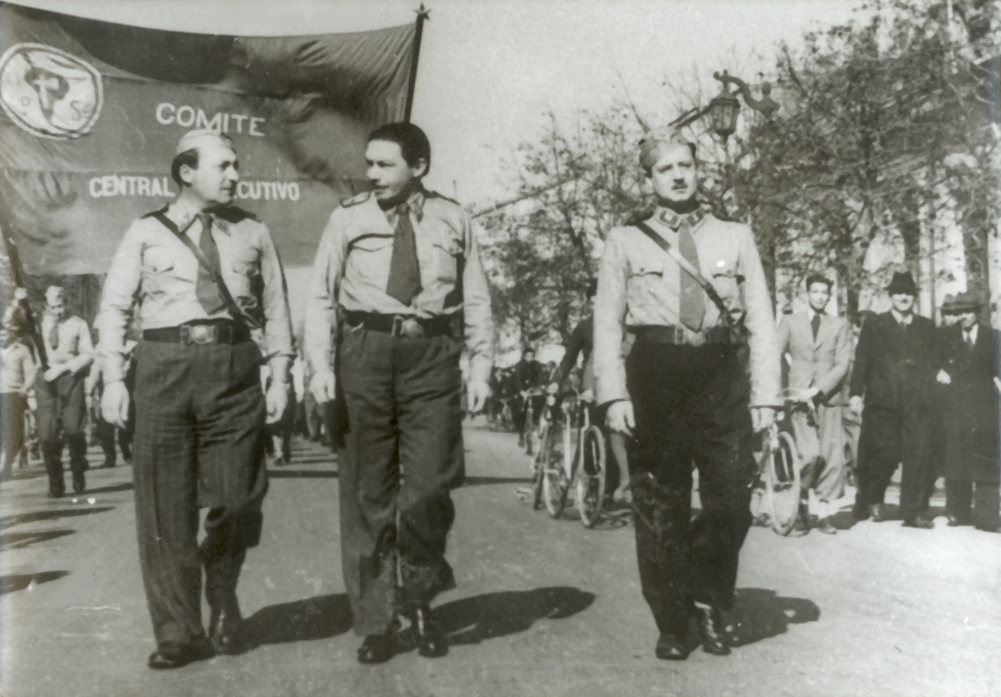
Rolando Merino Reyes, Oscar Schnake y Salvador Allende en una marcha del Frente Popular, el 9 de junio de 1940.

Entre los grupos que confluyeron en torno al Frente Popular se cuenta la Generación del 38, movimiento literario que criticó fuertemente las condiciones sociales de los sectores populares y el papel de las clases acomodadas. En él se incluyen novelistas como Nicomedes Guzmán, Óscar Castro, Volodia Teitelboim, Juan Godoy y otros.[cita requerida]
Para las elecciones parlamentarias de 1941 el Frente Popular ya no existía pues la coalición se había disuelto formalmente el 16 de febrero de dicho año. Los partidos Comunista, Radical y Democrático presentaron listas conjuntas, mientras que el Partido Socialista presentó una lista separada. El quiebre se produjo por el balance negativo que algunos sectores hicieron de la experiencia, al no cumplirse todas las expectativas que surgieron con el acceso al poder. Además, se hicieron evidentes las fricciones entre un ala moderada, resistente a los cambios más estructurales (como la Reforma Agraria, que había prometido el Programa de gobierno), y una más izquierdista, que deseaba acelerarlos o impulsarlos, aún a  costa de quebrar la alianza.
Tras su disolución se reconstruyó posteriormente como la Alianza Democrática después de la elección presidencial de 1942.

## Estructura
El Frente Popular se organizaba mediante 4 organismos: el Comité Ejecutivo Nacional, y los Comités Ejecutivos Provinciales, Departamentales y Comunales:
- El Comité Ejecutivo Nacional estaba compuesto de 7 delegados del PR, 4 del PS, 2 del PCCh, 2 del PDo, 1 del PRS y 3 de la CTCH.
- Los Comités Ejecutivos Provinciales estaban compuestos de 5 delegados del PR, 4 del PS, 2 del PCCh, 2 del PDo, 1 del PRS y 3 de la CTCH.
- Los Comités Ejecutivos Departamentales estaban compuestos de la misma cantidad de delegados que los Comités Provinciales.
- Los Comités Ejecutivos Comunales estaban compuestos por 2 delegados de cada uno de los partidos que tuviera organización en la comuna, más 2 delegados de la CTCH y un delegado que represente a las organizaciones sociales populares que existan a nivel local.[4]

## Debate historiográfico
Varios intelectuales han planteado distintas interpretaciones sobre lo que significó la experiencia del Frente Popular chileno. Para la historiadora María Angélica Illanes, con este proyecto político, el Estado desarrollista pasó de una fase inicial de carácter "asistencialista" (excluyente, desde arriba, sin los sectores populares, representada por el segundo gobierno de Arturo Alessandri), a una etapa "nacional popular" (más inclusiva, aunque no exenta de tensiones entre los distintos grupos sociales), que se abrió a partir del gobierno de Pedro Aguirre Cerda y, décadas más tarde, tuvo su momento culminante con la Unidad Popular. Gabriel Salazar, en cambio, ha planteado que esta experiencia política fue esencialmente un acuerdo político cupular, excluyente de los movimientos sociales, que solo sirvieron de comparsa a un proyecto que benefició únicamente a la clase política.
Tampoco ha habido acuerdo respecto a identificar a los sectores más beneficiados por el Frente Popular, así como sus logros. Algunos enfatizan el mejoramiento en las condiciones de vida de los sectores medios, debido a las leyes promovidas por el Partido Radical. Otros otorgan importancia a la dignificación de la cultura obrera, que el gobierno promovió a través de actividades culturales (teatro obrero, restoranes populares) y de la activa participación de obreros en cargos gubernamentales y en el Congreso.

## Resultados electorales

### Elecciones presidenciales

#### Elección presidencial de 1938
|  | 50,45 % |

|  | 49,52 % |

|  | 0,03 % |

### Elecciones municipales
| Elección | Votos   | % de votos       | Regidores |
| -------- | ------- | ---------------- | --------- |
| 1938     | 188 704 | \| \| 38,90 % \| | 500/1485  |
|          | 38,90 % |                  |           |